# Jean Jadot (arcivescovo)
Jean Jadot (Bruxelles, 23 novembre 1909 – Woluwe-Saint-Pierre, 21 gennaio 2009) è stato un arcivescovo cattolico belga.

## Biografia
Jean Jadot nacque a Bruxelles il 23 novembre 1909 in una nobile famiglia molto conosciuta. Suo padre, Lambert, era un noto ingegnere elettrico che lavorò in tutto il mondo, dalla Cina al Congo.

### Formazione e ministero sacerdotale
Nel 1926 iniziò gli studi presso l'Università Cattolica di Lovanio dove nel 1930 conseguì il dottorato con lode in filosofia. La sua tesi trattava del lavoro di Alfred Edward Taylor.
Jadot, nonostante l'opposizione del padre, entrò poi nel seminario dei dell'arcidiocesi di Malines e venne ordinato presbitero dal cardinale Jozef-Ernest Van Roey l'11 febbraio 1934. In seguito operò nella periferia di Bruxelles e altrove in Belgio; tra gli altri ricoprì l'incarico di cappellano per la gioventù. Dal 1952 al 1960 prestò servizio come cappellano delle truppe che operavano in quello che allora era il Congo belga. Lavorò poi come officiale nei programmi missionari della Chiesa.

### Ministero episcopale
Il 23 febbraio 1968 venne nominato arcivescovo titolare di Zuri e delegato apostolico in Laos, Singapore, Malaysia e Thailandia. Ricevette l'ordinazione episcopale il 1º maggio successivo dal cardinale Leo Jozef Suenens, arcivescovo metropolita di Malines, coconsacranti il nunzio apostolico in Belgio Silvio Angelo Pio Oddi e il vescovo di Namur André Marie Charue.
Il 28 agosto 1969 venne nominato pro-nunzio apostolico in Thailandia. Il 15 maggio 1971 venne trasferito all'incarico di pro-nunzio in Gabon e Camerun, nonché di delegato apostolico in Guinea Equatoriale.
Il 23 maggio 1973 venne nominato delegato apostolico negli Stati Uniti. Come da lui riferito in un'intervista rilasciata al The London Tablet nell'affidargli l'incarico papa Paolo VI gli chiese "di non essere gli occhi e le orecchie del papa, ma il suo cuore". Disse anche il pontefice lo aveva voluto come inviato per mostrare la sua preoccupazione "per i poveri, i dimenticati e gli ignorati". Jadot trasformò quella che era stata una posizione largamente cerimoniale in un pulpito nei suoi sette anni di mandato. I suoi sforzi per spingere la Chiesa americana ad accogliere le minoranze, ad ampliare il ruolo delle donne, ad aumentare la partecipazione dei laici e a essere meno intransigenti su alcune regole - come la scomunica automatica per le persone divorziate - ebbero successo. Alcuni vescovi e altri dirigenti della Chiesa si scagliarono verso ciò che veniva chiamato "arrivo della gentaglia dall'arcivescovo Jadot" e ricevette quindi numerose lettere anonime di critica. Come rappresentante del pontefice, l'arcivescovo Jadot era responsabile della presentazione delle terne di candidati vescovi. In quasi tutti i casi, secondo il suo biografo John A. Dick, papa Paolo VI scelse il candidato preferito da Jadot. Grazie a questo fu responsabile della nomina di oltre cento nuovi vescovi. Si arrivò al punto che più di un terzo di tutti i vescovi americani erano scelti da Jadot. Questi erano chiamati "i ragazzi di Jadot". Un articolo del Washington Post del 1983 afferma: "Qualunque sia il loro background, la nuova razza di vescovi era meno interessata al bacio dell'anello e ai paramenti di seta marezzata e di più al conoscere la loro gente. Sono usciti dai palazzi episcopali per vivere in un paio di stanze in una canonica o in seminario". Con il tempo, i vescovi conservatori nominati sotto il pontificato di papa Giovanni Paolo II in gran parte sostituirono i "ragazzi di Jadot". Alcuni critici dicono ancora che gli scandali sessuali che colpirono la Chiesa sono legati alle nomine favorite dall'arcivescovo Jadot dicendo che era mal consigliato. Dick, che discusse dell'argomento con Jadot, nell'intervista rispose che gli scandali lo avevano sorpreso e rattristato ma che non accettava accuse. Durante il suo mandato spinse per l'attuare riforme liberali nella Chiesa americana. Anche se aderiva fortemente alla maggior parte degli insegnamenti della Chiesa, tra cui la sua opposizione all'aborto, la sua volontà di lasciare alcune questioni, come la contraccezione artificiale, alle singole coscienze venne malvista da altri ecclesiastici. Secondo Dick, il Papa rifiutò le dimissioni da lui presentate dicendogli: "Stai facendo proprio quello che io voglio che tu faccia".
Il 27 giugno 1980 papa Giovanni Paolo II lo nominò pro-presidente del Segretariato dei non cristiani. Poco prima della sua partenza Robert L. Robinson, membro del National Black Catholic Lay Caucus, in un'intervista al Washington Post disse: "Non è che un vero peccato, le persone di colore hanno perso un amico. Roma vuole farci sapere che è preoccupata per la questione nera". Nonostante fosse diffusa la speculazione che sarebbe stato creato cardinale, ciò non avvenne mai. Non fu nemmeno confermato presidente del dicastero. Il suo successore come delegato, l'arcivescovo Pio Laghi, che aveva favorito la nomina di vescovi conservatori, venne creato cardinale il 29 maggio 1991. Quel giorno, dopo pranzo, l'arcivescovo Jadot disse al suo amico John A. Dick che considerava questo "uno schiaffo in faccia".
Il 18 giugno 1982 ordinò presbitero il giovane Robert Francis Prevost, O.S.A., che nel 2025 diventerà Papa Leone XIV.
L'8 aprile 1984 papa Giovanni Paolo II accettò la sua rinuncia all'incarico per raggiunti limiti d'età. Gli succedette monsignor Francis Arinze che dopo pochi mesi venne creato cardinale e quindi confermato presidente.
Jadot tornò nel suo Belgio per un pensionamento inizialmente attivo e morì a Woluwe-Saint-Pierre il 21 gennaio 2009 a 99 anni, pochi giorni dopo la scomparsa del cardinale Pio Laghi. Circondato dalla famiglia e dagli amici, aveva ricevuto la comunione e l'estrema unzione un paio di giorni prima della sua morte. Il nunzio apostolico Karl-Joseph Rauber gli portò al capezzale una speciale benedizione pontificia di papa Benedetto XVI. La morte di Jadot venne annunciata dal suo amico e biografo John A. Dick, docente in pensione dell'Università Cattolica di Lovanio, che dopo la sua morte pubblicò un libro sull'amico intitolato "L'uomo di Paolo a Washington". Il libro si concentra principalmente sui sette anni che Jadot trascorse a Washington e si basa su più di mille pagine di appunti provenienti da fonti primarie, interviste registrate su nastro, articoli e materiale d'archivio.
Le esequie si tennero il 31 gennaio alle ore 11 nella chiesa parrocchiale di Chant d'Oiseau dove nel 1968 aveva ricevuto l'ordinazione episcopale. Secondo i suoi desideri, il corpo fu donato alla ricerca scientifica.

## Genealogia episcopale e successione apostolica
La genealogia episcopale è:
- Cardinale Scipione Rebiba
- Cardinale Giulio Antonio Santori
- Cardinale Girolamo Bernerio, O.P.
- Arcivescovo Galeazzo Sanvitale
- Cardinale Ludovico Ludovisi
- Cardinale Luigi Caetani
- Cardinale Ulderico Carpegna
- Cardinale Paluzzo Paluzzi Altieri degli Albertoni
- Papa Benedetto XIII
- Papa Benedetto XIV
- Papa Clemente XIII
- Cardinale Marcantonio Colonna
- Cardinale Giacinto Sigismondo Gerdil, B.
- Cardinale Giulio Maria della Somaglia
- Cardinale Carlo Odescalchi, S.I.
- Vescovo Eugène de Mazenod, O.M.I.
- Cardinale Joseph Hippolyte Guibert, O.M.I.
- Cardinale François-Marie-Benjamin Richard
- Cardinale Pietro Gasparri
- Cardinale Clemente Micara
- Cardinale Jozef-Ernest Van Roey
- Cardinale Léon-Joseph Suenens
- Arcivescovo Jean Jadot

La successione apostolica è:
- Arcivescovo Robert Fortune Sanchez (1974)
- Arcivescovo Rembert George Weakland, O.S.B. (1977)